# Седловина (село)
 Тази статия е за селото.  За земната форма вижте Седловина.  
Седловина е село в Южна България. То се намира в община Кърджали, област Кърджали.

## География
Село Седловина се намира в планински район.

## Население
Численост и дял на етническите групи според преброяването на населението през 2011 г.:
|                     | Численост | Дял (в %) |
| Общо                | 295       | 100,00    |
| Българи             | 0         | 0,00      |
| Турци               | 277       | 93,89     |
| Цигани              | 0         | 0,00      |
| Други               | 0         | 0,00      |
| Не се самоопределят | 0         | 0,00      |
| Неотговорили        | 14        | 4,74      |